# Livmoderhals
Livmoderhalsen, cervix uteri, collum uteri, (äldre term: livmodertapp) är den nedersta och smalaste delen av livmodern. Den ligger närmast slidans mynning. Den är ungefär 2,5 cm lång och omsluts av slidans översta del.
Livmodermunnen, portio, sitter längst ut på livmoderhalsen. Den är hos en flicka eller en kvinna som inte fött barn rund och hos en kvinna som fött barn tvärställd. Detta är öppningen mot livmoderrummet. Livmoderhalsen är sluten med ett segt slem under de dagar då kvinnan inte haft ägglossning. I samband med ägglossning så påverkas den innersta slemhinnan i cervix så att sädescellerna kan komma in i livmodern och sedan vidare till en äggledare där ägget kan bli befruktat. Slemmet i cervix är då mer tunnflytande och mindre segt.
Om ägget inte blir befruktat av en sädescell kommer livmodern att stöta ut det tillsammans med den slemhinna som förberett sig för äggets implantation. Kvinnan får då menstruation, som pågår 3-7 dagar, varefter cervix återgår till det mer slutna tillståndet med ett segt slem.
Om ägget befruktats och graviditet uppstår tillverkas i cervix ett mycket segt sekret, som kallas "slemproppen" och effektivt skyddar fostret mot infektioner under tillväxten. Om infektioner i slidan inte behandlas under graviditeten så kan barnet i samband med födelsen smittas. Detta var mycket vanligt förr då antibiotika saknades och uteslöt botande behandling mot till exempel gonokockinfektion. Förr var det en mycket vanlig anledning till blindhet från födelsen.

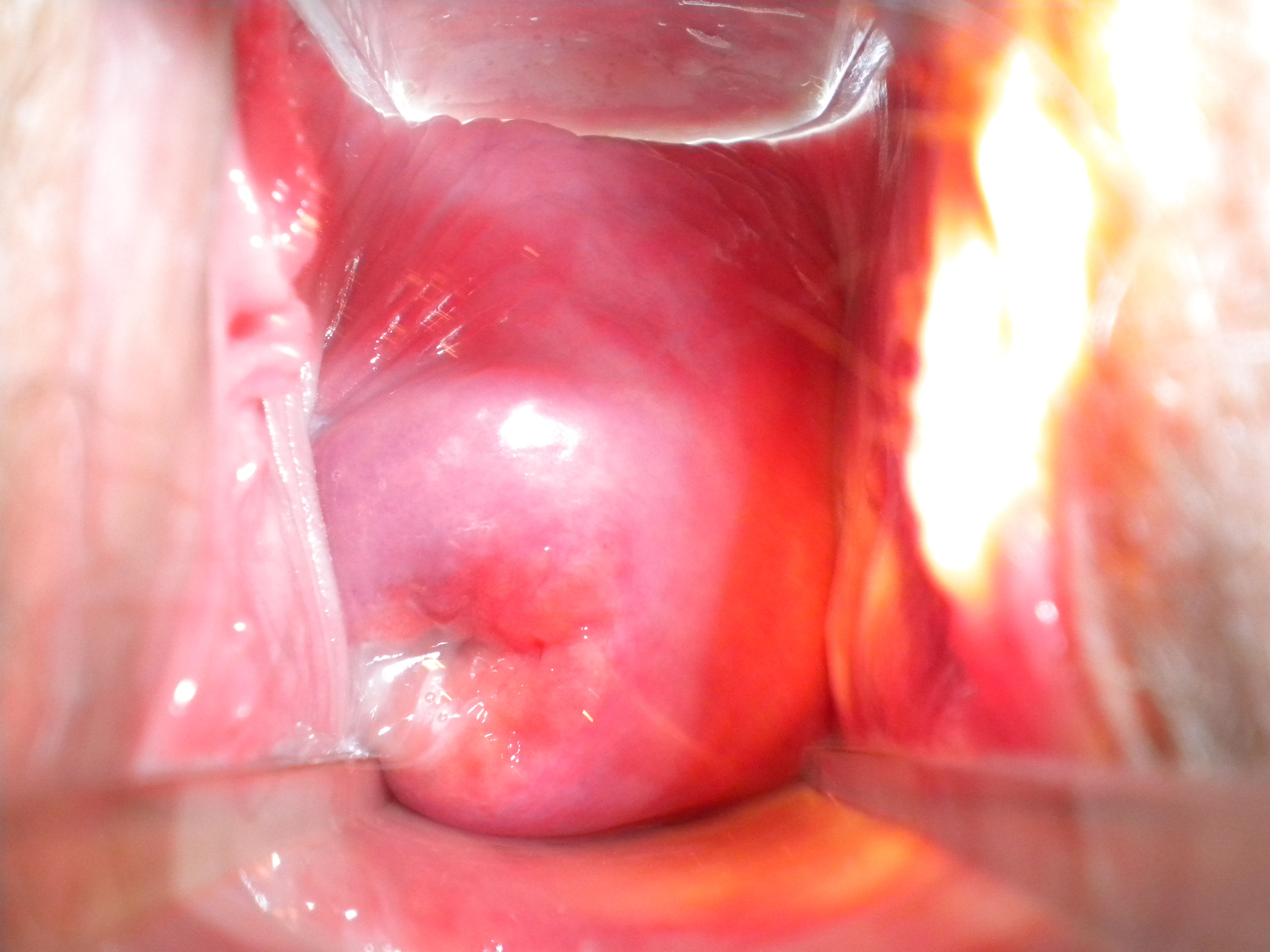
Livmoderhalsen hos en vuxen kvinna som fött barn.

Under tider när kvinnan inte är gravid, under graviditet och fram tills förlossningsarbetet börjar har livmoderhalsen ungefär samma fasta konsistens som människans nästipp. Under inverkan av förlossningshormon och barnets tryck med huvudet mot cervix övre del mjuknar hela livmoderhalsen och öppnar sig inifrån och ut till livmodermunnen. Konsistensen blir därmed allt mjukare, liknande slemhinnan i munhålans botten. När nästan hela livmodermunnen öppnat sig är cervix förändrad till en lövtunn hinna, som sluter kring barnets huvud och glider över det likt en polokrage. Efter förlossningen återgår livmoderhalsen till sitt pregravida stadium, som en nästipp i konsistensen.

## Sjukdomar
Sjukdomar i livmoderhalsen är vanligen infektioner, som förhindrar cellernas normala funktion och kvinnan kan då besväras av kraftiga flytningar. En del infektioner ger mindre tydliga besvär och de mikroorganismer, som passerar livmodermunnen och cervixkanalen kan då infektera livmodern och äggledarna.
En sjukdom som minskat kraftigt under senare år är cancer i livmoderhalsen. Denna minskning, som är olika stor i skilda länder, beror i hög grad på hur tidigt en cellförändring i området upptäcks och behandlas. I Sverige kallas kvinnor till cellprovtagning vart 3:e år i de fall man inte upptäcker cellförändringar. Om förändringar upptäcks så startas behandling och tätare kontroller görs för att förändringarna inte ska övergå i elakartade tumörsjukdomar. Med dessa kontroller har man i Sverige minskat incidensen av cervixcancer från över 50 drabbade kvinnor per 100 000 år 1962 till 17 per 100 000 kvinnor i den hårdast drabbade gruppen 30 - 55 år.